# Les Vignes du Seigneur (film, 1958)
Pour les articles homonymes, voir Les Vignes du Seigneur (homonymie).
Pour plus de détails, voir Fiche technique et Distribution.
Les Vignes du Seigneur est un film français réalisé par Jean Boyer, sorti en en 1958.

## Synopsis
Gisèle est depuis des années la concubine du comte Hubert Martin de Kardec, dont le meilleur ami, Henri Levrier, un alcoolique repenti, vient de rentrer d'un long séjour à l'étranger. Elle apprend alors de sa bouche qu'il était devenu alcoolique parce qu'elle ignorait l'amour qu'il avait pour elle.
Cette révélation la bouleverse et elle devient la maîtresse d'Henri.  Ce dernier est déchiré entre son amour pour Gisèle et le remords de tromper son ami ; il prend mille précautions pour garder secrète sa liaison. Mais un soir où il est à nouveau ivre, il confesse son secret à Hubert en le suppliant de lui conserver son amitié.
Dégrisé, il dément vigoureusement son aveu, ce qui conduit Hubert à enfin demander Gisèle en mariage. Et pour conclure la comédie, Yvonne épouse Jack, son ami anglais.

## Fiche technique
- Titre : Les Vignes du Seigneur
- Titre inyternational : Vines of the Lord
- Réalisation : Jean Boyer, assisté de Alain Roux, Jean Vigne
- Scénario : Jean Boyer, Jean Manse, Serge Veber d'après la pièce de Robert de Flers et Francis de Croisset
- Dialogues additionnels : Serge Veber
- Photographie : Charles Suin
- Opérateur : Marcel Franchi, assisté de Jean Castagnier et J. de Saint-Girons
- Montage : Jacqueline Brachet, assistée de Madeleine Lecompère
- Musique : Fred Freed (éditions : R. Salvet)
- Son : Pierre-Henri Goumy, assisté d'Urbain Loiseau et N. Collery
- Décors : Robert Giordani, assisté de Jean Mandaroux et Jacques d'Ovidio
- Costumes : Jean Zay
- Maquillage : Boris Karabanoff, Mario Jacopozzi
- Coiffures : Pierre Néant
- Photographe de plateau : Gaston Thonnart
- Script-girl : Cécilia Malbois
- Société de production : Fidès, Cocinor, Régis Films
- Sociétés de distribution : Cocinor, Télédis
- Pays de production :  France
- Langue : Français
- Tournage du 27 mai au 7 juillet 1958 dans les studios Paris-Studios-Cinéma de Billancourt
- Format : Noir et blanc — 35 mm — 1,37:1 — Son : Mono
- Enregistrement sonore : Western Electric - Bandes magnétiques : Pyral
- Tirage : Laboratoire C.T.M
- Genre :  Comédie vaudeville
- Durée : 94 minutes
- Date de sortie : 
  - France : 24 décembre 1958
- Visa d'exploitation : 19976

## Distribution
- Fernandel : Henri Levrier, l'ami d'Hubert, producteur de champagne
- Pierre Dux : le comte Hubert Martin de Kardec, le concubin de Gisèle
- Béatrice Bretty : Mme Bourgeon, la mère
- Simone Valère : Gisèle Bourgeon, la concubine du comte et maîtresse d'Henri
- Evelyne Dandry : Yvonne Bourgeon, la fille cadette
- Michel Garland : Jack, l'ami anglais d'Yvonne
- Jeanne Fusier-Gir : Aline Tremplin, la tante de Gisèle et Yvonne
- Lona Rita : Lulu, la « fausse maîtresse » d'Henri
- Mag-Avril : Marie, la femme du général et l'invitée qui chante
- Charles Bouillaud : Jean, le majordome
- Charles Lemontier : l'invité barbu
- Bernard Musson : l'extra à la réception
- Charles Bayard : le général Margotin des Etapes, un invité
- René Worms : le sénateur invité
- Andrès : un consommateur au comptoir
- Louisette Rousseau : la cuisinière
- Georges Demas : un témoin de l'accrochage
- Robert Destain : un invité
- Maurice Magalon : un témoin de l'accrochage
- Raymond Pierson : un passant
- Pierre Vaudier : le barman
- Marcel Loche "avec des réserves" : L'homme qui accompagne le pêcheur